# Glacera Tschierva
La glacera Tschierva (pronunciada txierva, en romanx Vadret da Tschierva o Glatscher da Tschierva, en alemany Tschiervagletscher) és una glacera de vall dels Alps Grisons, a Suïssa. Té una longitud de 4,75 km, una amplada de fins a 1 km i cobreix una superfície de 6,20 km². El nom Tschierva significa cérvol-femella.

## Descripció
La glacera a la seva part superior consta de dos braços separats per la carena rocosa del Piz Scerscen amb una alçada de 3.971 m i el Piz Umur. El braç oriental s'origina a la banda occidental del Piz Bernina, mentre que el braç occidental s'origina en una profunda glacera entre el Piz Roseg i el Piz Scerscen a uns 3.300 m d'altitud. La glacera Tschierva flueix cap al nord-oest pel costat sud-oest del Piz Morteratsch fins a la vall de Roseg. Actualment la llengua de la glacera acaba a una altitud de 2.160 m. Aquí brolla un riu, Ova da Roseg, que flueix fins a l'Inn.

## Història
Durant la culminació de la Petita Edat de Gel i fins al 1934 la glacera Tschierva es va unir a la vall de Roseg amb la glacera Roseg. L'antiga morrena i l'actual esquerra de la glacera Tschierva tanca la vall i va crear el llac Lej da Vadret (el nom significa en romanx Llac Glacial).

## Turisme
A la vora nord-est de la glacera per sobre de la morrena lateral hi ha la cabana Tschierva del Club Alpí Suís a 2.583 m d'altitud. La cabana és un punt de partida per a diverses pujades a muntanyes i pics d'alta muntanya al massís de la Bernina .

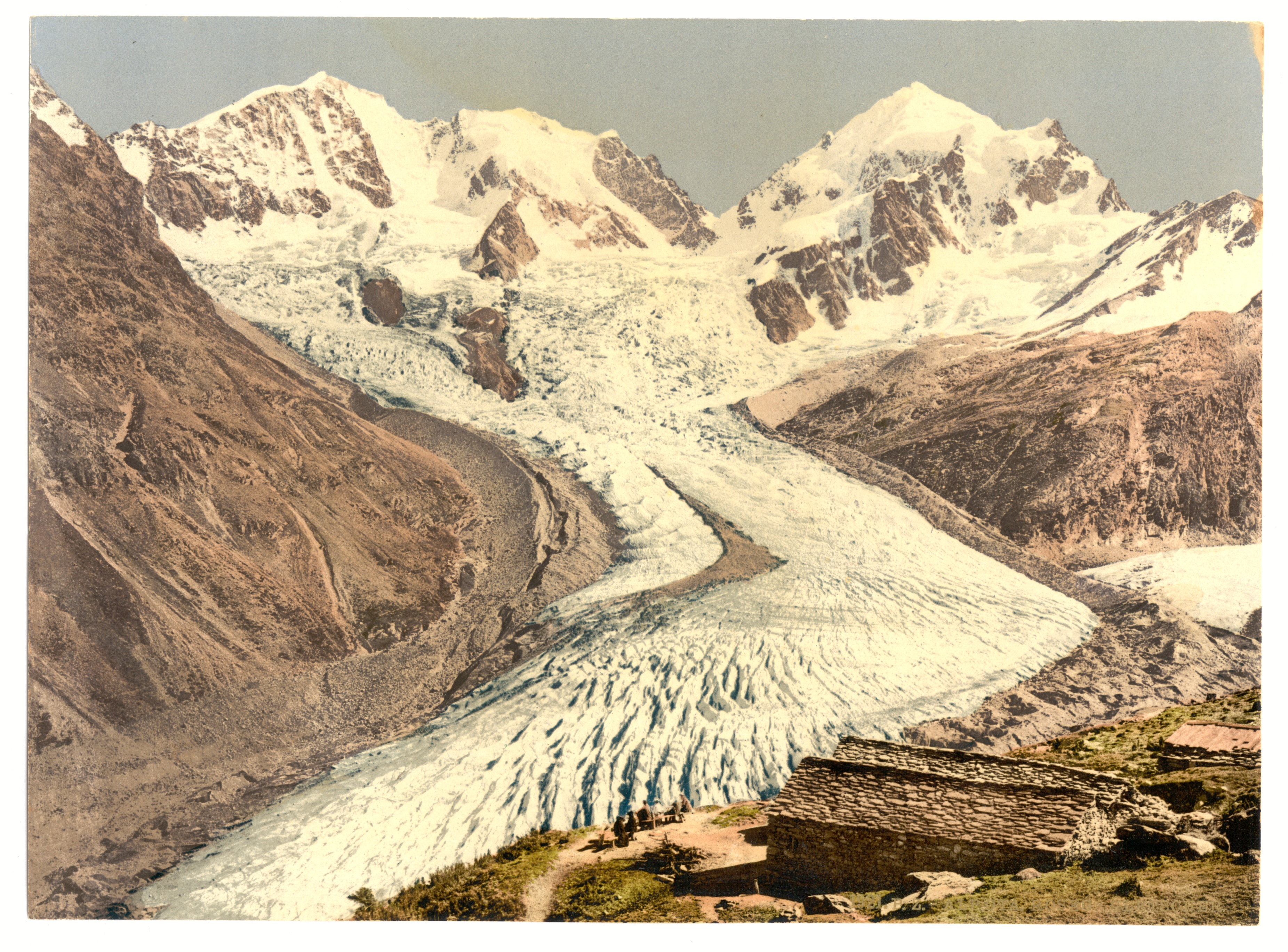
La glacera Tschierva cap al 1890 en una postal fotocròmica; Just darrere de la morrena lateral, la glacera Roseg
La mateixa vista el 1922 (foto en blanc i negre acolorida a mà)